# Amatitlania siquia
Amatitlania siquia ist ein Süßwasserfisch aus der Familie der Buntbarsche (Cichlidae). Er ist von Costa Rica (von den Zuflüssen zum Golf von Nicoya auf der pazifischen Seite und dem Rio Parismina auf der atlantischen Seite) über Nicaragua (verschiedene Flüsse, Managuasee, Nicaraguasee, Xiloásee) bis zur karibischen Seite von Honduras verbreitet. Die Art wurde nach der Typuslokalität dem Rio Siquia im atlantischen Nicaragua benannt. „Siquia“ bedeutet Avocado im Miskitodialekt Ulwa.

## Merkmale
Amatitlania siquia ist dem aus der Aquaristik bekannten Zebrabuntbarsch (Amatitlania nigrofasciata) sehr ähnlich, allerdings hochrückiger. Die schwarzen Querbinden auf den Körperseiten sind an ihren unteren Enden stärker miteinander verschmolzen als bei anderen Amatitlania-Arten. Die vierte Binde ist einfach und nicht V-förmig, die Kopfbinde wird zum Rücken hin besonders kräftig. Der Unteraugenstreifen ist bei Jungfischen deutlich zu sehen, bei größeren Fischen meist ein Streifen vom Auge zum Maul. Die Brust ist olivfarben, die Brustflossenbasis weißlich. Der hintere Abschnitt von Rücken- und Afterflosse können gefleckt sein. Der eher oberhalb als unterhalb der zweiten Seitenlinie liegende ovale Schwanzfleck befindet sich zu zwei Dritteln auf dem Schwanzstiel und zu einem Drittel auf der Flosse und reicht niemals ganz bis nach unten. Im Vergleich zu A. nigrofasciata hat Amatitlania siquia weniger Schuppen rund um den Schwanzstiel. Das Peritoneum ist rostral pigmentiert (bei A. nigrofasciata vollständig dunkel pigmentiert). Das Os quadratum („Quadratbein“) ist breiter als lang. Die Kiemenrechen auf dem ersten Kiemenbogen sind oft zweigespaltenen. Zwischen erster Seitenlinie und der Basis des hartstrahligen Rückenflossenabschnitts liegen 1,5 Schuppenreihen. Die Schuppen zwischen den Flossenstrahlen der Rückenflosse sind einreihig.
- Flossenformel: Dorsale XVII–XVIII/8–10, Anale IV-V/7–8.
- Wirbel: 26–27.

Bei A. siquita wurde als erstem Tier die Entstehung von Pessimismus experimentell nachgewiesen: Weibchen, die mit einem weniger von ihnen bevorzugten Männchen verpartnert wurden, öffneten Belohnungs-Boxen danach mit deutlicher Verzögerung.